# Gampsocleis acutipennis
Gampsocleis acutipennis är en insektsart som beskrevs av Karabag 1956. Gampsocleis acutipennis ingår i släktet Gampsocleis och familjen vårtbitare. Inga underarter finns listade i Catalogue of Life.